# Paul Krause (Fußballspieler)

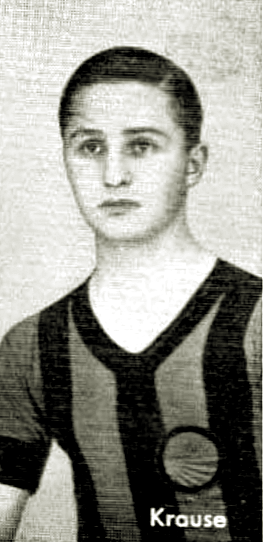
Paul Krause
in einer Aufnahme
aus dem Jahr 1931

Paul Krause (Lebensdaten unbekannt) war ein deutscher Fußballspieler.

## Karriere

### Vereine
Paul Krause kam aus der Jugend der SC Alemannia Breslau zu deren ersten Mannschaft und spielte dort Erstligafußball in der Gauliga Breslau. Zur Runde 1927/28 wechselte er zu den Blau-Schwarzen von Breslauer SC 08. Krause gehörte dem Breslauer SC 08 als Mittelfeldspieler an, für den er in den vom Südostdeutschen Fußball-Verband organisierten Meisterschaften im Bezirk Mittelschlesien, als einem von seinerzeit sechs Bezirken, von 1927 bis 1932 Punktspiele bestritt. Aus der A-Liga Breslau als Sieger von zwölf teilnehmenden Mannschaften hervorgegangen, nahm seine Mannschaft an der Vorrunde der Mittelschlesischen Bezirksmeisterschaft teil und erreichte über den 9:1-Sieg bei der SpVgg 1910 Brieg das Finale, das am 5. Februar 1928 mit 6:0 über den SSC 1901 Oels gewonnen wurde. Infolgedessen nahm er neben den fünf anderen Bezirksmeistern, sowie dem amtierenden Titelverteidiger und dem Verbandspokalsieger, an der Endrunde um die Südostdeutsche Meisterschaft teil. In dieser setzte sich seine Mannschaft mit zwei Punkten vor dem Titelverteidiger Vereinigte Breslauer Sportfreunde durch und nahm infolgedessen an der Endrunde um die Deutsche Meisterschaft teil, in der er allerdings nicht eingesetzt wurde.
In der Folgesaison spielte er in der einmalig in zwei Gruppen zu je sechs Mannschaften ausgetragenen A-Liga Breslau und – als Sieger aus dem Kreis 1 hervorgegangen – spielte seine Mannschaft am 11. August 1928 im Finale gegen den Sieger aus dem Kreis 2, den Vereinigten Breslauer Sportfreunden, das mit 4:2 gewonnen wurde, wie auch das Finale um die Mittelschlesische Meisterschaft am 6. Januar 1929 mit 5:1 gegen den SSC 1901 Oels. Als Teilnehmer an der im Rundenturnier ausgetragenen Endrunde um die Südostdeutsche Meisterschaft belegte seine Mannschaft den zweiten Platz hinter dem SC Preußen Zaborze, nachdem das K.-o.-Spiel gegen den SV Preußen Glatz mit 12:0 gewonnen wurde.
1930 – erneut Breslauer und Mittelschlesischer Meister – belegte seine Mannschaft in der Endrunde um die Südostdeutsche Meisterschaft den fünften, 1931 als Breslauer Meister den dritten und 1932 als Zweitplatzierter der Breslauer Meisterschaft und dem Sieg im Entscheidungsspiel um Platz 2, den zweiten Platz von sechs teilnehmenden Mannschaften.
Sein einziges Endrundenspiel um die Deutsche Meisterschaft bestritt er am 8. Mai 1932 auf dem Sportplatz Grüneiche, der Spielstätte des Lokalrivalen VfB Breslau, bei der 1:4-Niederlage gegen Holstein Kiel.

### Auswahlmannschaft
Als Spieler der Auswahlmannschaft des Südostdeutschen Fußball-Verbandes nahm er 1928 am Wettbewerb um den Bundespokal teil. Nachdem seine Mannschaft das am 29. April auf der heimischen Schlesierkampfbahn angesetzte Finale erreichte, kam er in diesem zum Einsatz und gewann durch den 2:0-Sieg über die Auswahlmannschaft des Norddeutschen Fußball-Verbandes am Ende den Pokal.

## Erfolge
- Südostdeutscher Meister 1928
- Mittelschlesischer Meister 1928, 1929, 1930
- Breslauer Meister 1928, 1929, 1930, 1931
- Bundespokal-Sieger 1928